# Kutasó
Kutasó es un pueblo ubicado en el condado de Nógrád, Hungría.

## Superficie
Posee una superficie de 6,05 kilómetros cuadrados.

## Demografía
Hasta 2021 la población era de 89 habitantes, con una densidad de población de 14,71 habitantes por kilómetro cuadrado.